# جان دیل رایان
جان دیل رایان (انگلیسی: John Dale Ryan; ۱۰ دسامبر ۱۹۱۵ – ۲۷ اکتبر ۱۹۸۳) ژنرال نیروی هوایی ایالات متحده آمریکا بود، که در فاصله سال‌های ۱۹۶۹ تا ۱۹۷۳ به‌عنوان هفتمین رئیس ستاد نیروی هوایی فعالیت می‌کرد. فرزند وی؛ مایکل ادوارد رایان نیز شانزدهمین رئیس ستاد نیروی هوایی بود.
رایان فعالیت نظامی را از سال ۱۹۳۸ در نیروی هوایی آمریکا آغاز کرد، از ۱۹۴۶ تا ۱۹۴۸ فرماندهی بال ۵۸ بمباران هوایی را برعهده داشت، از ۱۹۴۸ تا ۱۹۵۱ فرمانده گروه ۵۰۹ بمباران هوایی بود، در فاصله سال‌های ۱۹۵۱ تا ۱۹۵۶ به‌عنوان فرمانده بال ۱۹ هوایی فعالیت می‌کرد.
وی از ۱۹۵۶ تا ۱۹۶۱ فرماندهی نیروی هوایی شانزدهم را برعهده داشت، از ۱۹۶۱ تا ۱۹۶۳ فرمانده نیروی هوایی دوم بود، از ۱۹۶۳ تا ۱۹۶۴ به‌عنوان بازرس کل نیروی هوایی ایالات متحده فعالیت می‌کرد، در فاصله سال‌های ۱۹۶۴ تا ۱۹۶۷ فرماندهی راهبردی هوایی را برعهده داشت و از ۱۹۶۷ تا ۱۹۶۹ جانشین رئیس ستاد نیروی هوایی بود.